# MFK Szachtar Donieck
Szachtar Donieck (ukr. Міні-Футбольний Клуб «Шахтар» Донецьк, Mini-Futbolnyj Kłub "Szachtar" Donećk) – ukraiński klub futsalu z siedzibą w Doniecku. Do 2011 występował w futsalowej Wyższej Lidze Ukrainy. W styczniu 2011 zarząd klubu postanowił rozwiązać klub.

## Historia
Chronologia nazw:
- 1998–2001: Ukrspław Donieck (ukr. «Укрсплав» Донецьк)
- 2001–2011: Szachtar Donieck (ukr. «Шахтар» Донецьк)

Klub futsalu Ukrspław Donieck został założony w 1998.
W 1998 debiutował w Pierwszej Lidze i awansował do Wyższej Ligi. Od 1999 występował w najwyższej klasie rozgrywek na Ukrainie.
Przed rozpoczęciem sezonu 2001/02 przyjął nazwę Szachtar Donieck.
Do 2011 występował Wyższej Lidze. 26 stycznia 2011 klub został rozformowany.

## Sukcesy
Sukcesy krajowe
- Mistrzostwo Ukrainy:
  - 1 miejsce (5x): 2001/02, 2003/04, 2004/05, 2005/06, 2007/08
  - 2 miejsce (3x): 2002/03, 2008/09, 2009/10
  - 3 miejsce (1x): 2006/07
- Puchar Ukrainy:
  - zdobywca (3x): 2002/03, 2003/04, 2005/06
  - finalista (3x): 2000/01, 2004/05, 2008/09
- Superpuchar Ukrainy:
  - zdobywca (3x): 2005, 2006, 2008

Sukcesy międzynarodowe
- Puchar UEFA w futsalu:
  - półfinalista (1x): 2005/06
  - 3 miejsce w grupie B drugiej rundy kwalifikacyjnej (2x): 2002/03, 2004/05
  - 3 miejsce w grupie B,A elit-round (2x): 2006/07, 2008/09